# Lecane myriophylli
Lecane myriophylli is een raderdiertjessoort uit de familie Lecanidae. De wetenschappelijke naam van deze soort is voor het eerst geldig gepubliceerd in 1945 door Varga.